# Heinrich Gisbert Rütjes
Heinrich Gisbert Rütjes oder mit latinisierten Vornamen Hendricus Gisbertus Rütjes (* 4. November 1811 in Emmerich; † 20. Februar 1886 ebenda) war ein deutscher katholischer Priester und Politiker.

## Leben
Heinrich Gisbert Rütjes war der Sohn des Fährschiffers Heinrich Rütjes und dessen Ehefrau Johanna Raab.
Rütjes besuchte das Gymnasium in Kleve und dann in Köln. Danach studierte er Theologie in Bonn und ab 1835 in Münster, wo er am 24. September 1836 die Priesterweihe erhielt. 1836 war er Aushilfsgeistlicher an der St. Annakirche in Han, Pfarrei Kleve und ab 1837 Kaplan in Kalkar. 1842 bis 1844 absolvierte er ein weiteres Studium in Ron und wurde dort zum Dr. theol. promoviert. 1846 bis 1848 war er Offiziant in Kalkar und ab 1847 Pfarrer in Obermörmter. 1881 erlitt er einen Schlaganfall und war amtsunfähig.
1850 gehörte er dem Volkshaus des Erfurter Unionsparlaments an.

## Werke
Er war Verfasser verschiedener Werke, darunter:
- Geschichte des Concils von Trient (1846)
- Lehrpredigten über christliche Erziehung … (1855)
- Leben des ehrwürdigen Diener Gottes Caspar des Bufalo … (1861)
- Leben, Wirken und Leiden Sr. Heiligkeit des Papstkönigs Pius IX. (1868–1870; Volksausgabe 1872)
- Die letzten Lebensjahre Pius IX (1878)
- Geschichte der Gesellschaft Jesu im Gegensatz zum Protestantismus und zum Freimauerthum (1872)
- Geschichte des brandenburgisch-preußischen Staates mit besonderer Berücksichtigung der deutschen und confessionellen Politik desselben (1858)